# 拉科迈拉佩德拉
拉科迈拉佩德拉，是西班牙加泰罗尼亚莱里达省的一个市镇。 总面积61平方公里，总人口239人（2001年），人口密度4人/平方公里。